# The Stooges (альбом)
The Stooges — дебютный альбом американской рок-группы The Stooges, спродюсированный Джоном Кейлом (ex-Velvet Underground). Релиз состоялся в августе 1969 года и достиг 106 позиции в чарте Billboard. Было выпущено два сингла: «1969» и «I Wanna Be Your Dog», которые продавались несколько лучше, чем альбом.

## История альбома
Для первого альбома The Stooges планировали записать пять песен: «I Wanna Be Your Dog», «No Fun», «1969», «Ann» и «We Will Fall». Эти пять композиций в то время составляли живой сет The Stooges. Типичная песенная структура The Stooges того времени представляла собой двухминутную песню и следующие за ней пять минут импровизации. Тем не менее для записи альбома требовалось более пяти песен, Elektra сообщила The Stooges о том, что им требуется ещё материал.

Они сказали: 'Этого недостаточно, вам нужно больше песен для альбома!' Поэтому мы соврали и ответили им: 'Все в порядке, у нас ещё полно песен'.

После этого в течение очень короткого промежутка времени (примерно за ночь) Stooges написали ещё три песни: «Real Cool Time», «Not Right», и «Little Doll» и сыграли их в студии.
Первоначальное название альбома придумал Игги и оно звучало как «We Handed». Этот вариант был отклонен звукозаписывающей компанией.
В 2003 году альбом занял 185 строчку в списке 500 величайших альбомов всех времен по версии журнала Rolling Stone.

## Список композиций
Слова и музыка всех песен — Игги Поп, Рон Эштон, Дэйв Александер и Скотт Эштон.
| №  | Название              | Длительность |
| -- | --------------------- | ------------ |
| 1. | «1969»                | 4:05         |
| 2. | «I Wanna Be Your Dog» | 3:10         |
| 3. | «We Will Fall»        | 10:15        |

| №  | Название         | Длительность |
| -- | ---------------- | ------------ |
| 1. | «No Fun»         | 5:15         |
| 2. | «Real Cool Time» | 2:29         |
| 3. | «Ann»            | 3:00         |
| 4. | «Not Right»      | 2:49         |
| 5. | «Little Doll»    | 3:21         |

В 2005 году альбом был переиздан лейблом Rhino Records. Издание включало в себя два диска: на первом — ремастированная версия альбома «The Stooges», на втором — треки с альтернативной версией сведения, выполненное Джоном Кейлом, треки с альтернативной записью партий вокала и полные версии композиций «Ann» и «No Fun».
Слова и музыка всех песен — Игги Поп, Рон Эштон, Дэйв Александер и Скотт Эштон.
| №  | Название              | Длительность |
| -- | --------------------- | ------------ |
| 1. | «1969»                | 4:07         |
| 2. | «I Wanna Be Your Dog» | 3:12         |
| 3. | «We Will Fall»        | 10:16        |
| 4. | «No Fun»              | 5:18         |
| 5. | «Real Cool Time»      | 2:32         |
| 6. | «Ann»                 | 3:00         |
| 7. | «Not Right»           | 2:51         |
| 8. | «Little Doll»         | 3:23         |

| №                   | Название                                                                          | Длительность |
| ------------------- | --------------------------------------------------------------------------------- | ------------ |
| 1.                  | «No Fun» (альтернативная версия сведения, выполненная Джоном Кейлом)              | 4:42         |
| 2.                  | «1969» (альтернативная версия сведения, выполненная Джоном Кейлом)                | 2:44         |
| 3.                  | «I Wanna Be Your Dog» (альтернативная версия сведения, выполненная Джоном Кейлом) | 3:25         |
| 4.                  | «Little Doll» (альтернативная версия сведения, выполненная Джоном Кейлом)         | 2:48         |
| 5.                  | «1969» (альтернативная запись партии вокала)                                      | 4:47         |
| 6.                  | «I Wanna Be Your Dog» (альтернативная запись партии вокала)                       | 3:28         |
| 7.                  | «Not Right» (альтернативная запись партии вокала)                                 | 3:11         |
| 8.                  | «Real Cool Time» (альтернативная версия сведения)                                 | 3:22         |
| 9.                  | «Ann» (полная версия)                                                             | 7:51         |
| 10.                 | «No Fun» (полная версия)                                                          | 6:49         |
| Общая длительность: | Общая длительность:                                                               | 77:46        |